# شهرستان نادیمسکی
شهرستان نادیمسکی (به لاتین: Nadymsky District) یک شهرستان در روسیه است که در ناحیه خودگردان یامالو-ننتس واقع شده‌است.